# Nicola Petrini Zamboni
Nicola Petrini Zamboni (Cesena, 3 marzo 1785 – Altopascio, 3 ottobre 1849) è stato un violinista, compositore e direttore d'orchestra italiano.

## Biografia
Nicola Petrini Zamboni nacque a Cesena il 3 marzo 1785. All'età di quattro anni e mezzo ricevette le prime nozioni violinistiche dal padre. Studiò poi con Lodovico Pizzi  e con Domenico Giorgis. Svolse un'intensa attività di primo violino e di direttore d'orchestra in varie teatri della Penisola. 
Fu primo violino e direttore al teatro della Pergola a Firenze dal 1817 al 1837.
Fece parte come violinista del «Quintetto Rolla».
Nel 1833 fu chiamato a Parigi da Rossini per dirigere nel Théâtre des Italiens.
Tra il 1831 e il 1839 raccolse una serie di ricordi ricchi di informazioni sulla vita musicale di quel tempo: dalle abitudini dei musicisti alle trasformazioni avvenute nell'orchestra, dalla notizia sul prezzo di uno Stradivari alla mania delle riduzioni musicali, dagli ambienti musicali nei quali egli fu protagonista alle malattie che lo accompagnarono per tutta la vita.
Nel 1844 Petrini Zamboni scrisse per il giornale bolognese «L'Utile Dulci» il saggio intitolato De violinisti più celebri d'Italia, offrendo un quadro assai completo dei principali strumentisti del suo tempo (si occupa di circa 150 violinisti). Questo scritto interessantissimo, lungamente dimenticato negli scaffali delle biblioteche bolognesi, è stato aggiunto molto opportunamente come appendice alle Memorie, con una nota introduttiva di Lauro Malusi.  
In una lettera del 1844 a Gian Carlo Conestabile, Petrini Zamboni scrisse parole entusiastiche nei confronti di Paganini:   
Petrini Zamboni in qualità di compositore lasciò una produzione prevalentemente strumentale, nella quale si segnalano i concerti per violino, uno per violino e violoncello, alcune sinfonie e un ricco repertorio cameristico per vari organici, anche con fiati; lasciò un melodramma incompiuto La Pia de' Tolomei.
Mancò al Altopascio, in provincia di Lucca nel 1849.

## Opere

### Scritti
Selezione
- Memorie di Nicola Petrini Zamboni violinista cesenate scritte da sé medesimo (1831-1839); autografo perduto; copia del ms. a cura di John Cooke, Biblioteca Comunale di Cesena; cfr. Franco Dell'Amore (a cura di), Nicola Petrini Zamboni, p. 10
- De violinisti più celebri d'Italia. Cenni storici in forma di lettera, in «L'Utile-Dulci», Foglio periodico Scientifico Letterario Artistico in Imola, a. III, (1844), nn. 10-17; rist. in Franco Dell'Amore (a cura di), Nicola Petrini Zamboni, pp. 143-153
- Bellini (prefazione), in Franco Dell'Amore (a cura di), Nicola Petrini Zamboni, cit., p. 154
- Sonetti, in Franco Dell'Amore (a cura di), Nicola Petrini Zamboni, pp. 135-138

### Composizioni
Selezione 
- 3 Terzetti concertanti per violino, viola e violoncello
- 3 Duetti concertanti per due violini, Paris, Richault,
- Terzetto con oboe
- Terzetto con flauto
- Quintetto per archi
- Quartetti per archi
- Tre Quartetti per violino, viola, corno e violoncello
- Quartetti per fiati
- Duetti per due clarinetti
- Sonata per flauto e pianoforte
- Piccola fantasia per fagotto e orchestra
- Poud-Pouri variato per flauto violino, e viola, del Sig. Niccola Petrini Zamboni, con accompagnamento di Orchestra, viola obbligata (https://opac.sbn.it/opacsbn/opaclib?db=solr_iccu&resultForward=opac/iccu/brief.jsp&from=1&nentries=10&searchForm=opac/iccu/error.jsp&do_cmd=search_show_cmd&item:5032:Nomi::@frase@=IT%5CICCU%5CMUSV%5C089563)
- Gran Sinfonia Zamboni, Ferrara 1846
- N. 18 Temi con variazioni per violino solo e basso
- Sinfonia a piena orchestra con flauto obbligato